# Peștere (okręg Caraș-Severin)
Peștere – wieś w Rumunii, w okręgu Caraș-Severin, w gminie Constantin Daicoviciu. W 2011 roku liczyła 448 mieszkańców. 